# اچ‌ام‌اس اورسا (آر۲۲)
اچ‌ام‌اس اورسا (آر۲۲) (به انگلیسی: HMS Ursa (R22)) یک کشتی بود. این کشتی در سال ۱۹۴۳ ساخته شد.